# Doratodon
Doratodon is een geslacht van uitgestorven ziphodonte Crocodylomorpha uit het Laat-Krijt, waarvan ooit werd gedacht dat het een dinosauriër was, dat een sebecosuchische Mesoeucrocodylia zou kunnen zijn. De wetenschap kent de twee soorten Doratodon carcharidens uit Oostenrijk (Grünbach-formatie) en Hongarije (Csehbánya-formatie), de typesoort; en Doratodon ibericus uit Spanje (Sierra Perenchiza-formatie)
Het holotype van Doratodon carcharidens bestaat uit een gebit en een onderkaak. Andere exemplaren zijn onder meer een bovenkaakfragment, een wandbeen en tanden. Het holotype en het enige bekende exemplaar van Doratodon ibericus bestaat uit een onvolledige linkeronderkaak met gebit.

## Geschiedenis
In 1859 ontdekte geoloog Eduard Suess in een puinhoop bij de kolenmijn Gute Hoffnung in Muthmannsdorf bij Wiener Neustadt in Oostenrijk het holotype PIUW 2349/57. Met de hulp van intendant Pawlowitsch probeerden ze de bron van het fossiele materiaal te vinden. De zoektocht bleek aanvankelijk vruchteloos, maar uiteindelijk werd een dunne mergellaag ontdekt, doorsneden door een schuin aflopende mijnschacht, die een overvloedig aantal verschillende fossielen van archosauriërs bevatte. Deze werden vervolgens opgegraven door Suess en Ferdinand Stoliczka. De mergel was een zoetwaterafzetting, nu beschouwd als onderdeel van de Grünbachformatie.
Emanuel Bunzel benoemde het type-exemplaar als Crocodilus carcharidens in 1871. De soortaanduiding betekent 'haaientand'. Zoals de geslachtsnaam al aangeeft, meende hij in eerste instantie dat het om een krokodilachtige ging. Daarna veranderde hij van mening en dacht toen dat het om een dinosauriër ging. 
Het holotype UWPI 2349/57 is een paar dentaria. Daarnaast werden een stuk bovenkaaksbeen, een wandbeen en losse tanden toegewezen.
Het werd omgedoopt tot het nieuwe geslacht Doratodon (met als soort Doratodon carcharidens) in 1881 door Harry Govier Seeley. De geslachtsnaam is een combinatie van het Grieks dory, 'lans', en odoon, 'tand'. 
De tweede soort Doratodon ibericus werd benoemd door Company et alii in 2005. De soortaanduiding betekent 'de iberische'. Het holotype is MGUV 3201, een linkeronderkaak gevonden bij Chera in Spanje.
Het wel geopperd dat de evenoude ankylosaurische dinosauriër Rhadinosaurus alcimus (Seeley, 1881), alleen bekend van zijn holotype PIUW 2349/34, hetzelfde dier was als Doratodon carcharidens maar deze kuitbeenderen lijken duidelijk ankylosaurisch.

## Beschrijving
Doratodon wordt vertegenwoordigd door zijn diagnostische driehoekige, labiolinguaal afgeplatte en mesiaal en distaal fijn getande tanden, evenals enkele fragmentarische tandbeenderen.

## Classificatie
Doratodon werd aanvankelijk geïdentificeerd als een theropode dinosauriër, maar werd later in de Ziphosuchia geplaatst. Zoltan et alii (2015) en Rabi & Sebok (2015) plaatsten Doratodon binnen Sebecosuchia, een clade binnen Ziphosuchia en de ruimere Mesoeucrocodylia

## Paleobiologie

### Paleo-ecologie
Doratodon is bekend van ten minste drie formaties in Europa: de Grünbach-formatie, de Csehbánya-formatie en de Sierra Perenchiza-formatie.
In de Grünbach-formatie zou Doratodon naast elkaar hebben geleefd met drie soorten onbepaalde pterosauriërs (één is Ornithocheirus buenzeli), een niet benoemde eusuchiër, een niet benoemde choristodere, twee onbepaalde schildpadsoorten, onbepaalde tetanure theropoden en nochosauridodonten, de mochosauridodonten Rhadinosaurus en Struthiosaurus.

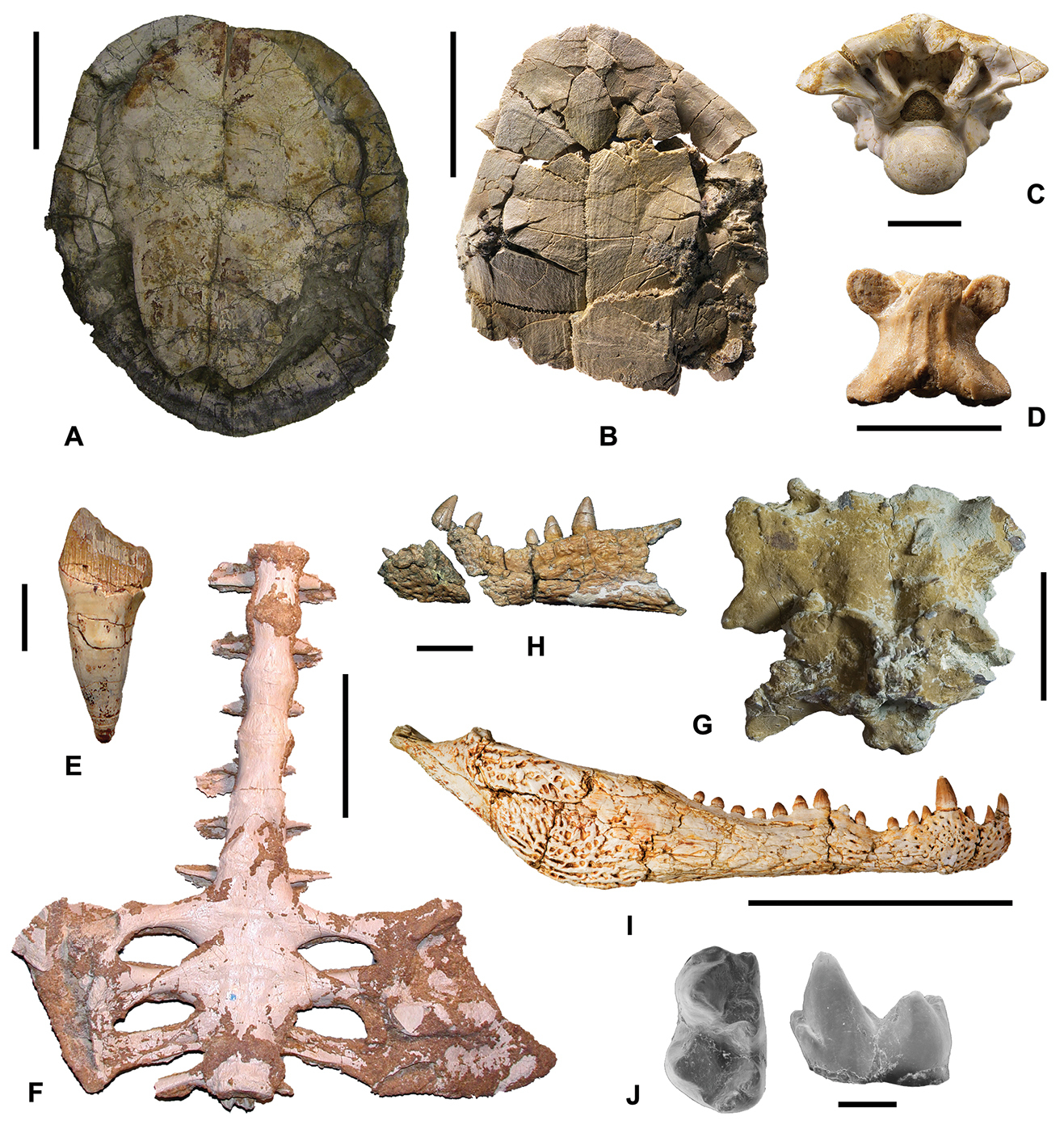
Fossielen uit de habitat van Spanje

In de Csehbánya-formatie zou Doratodon een habitat hebben gedeeld met: meerdere soorten squamaten, zoals de mosasauriër Pannoniasaurus en de scincomorf Chromatogenys, drie soorten crocodyliformen (zie Allodaposuchus, Iharkutosuchus en vgl. Theriosuchus), drie soorten schildpadden Foxemys, Kallokibotion en Dortokidae indet.), De pterosauriërs Bakonydraco, Azhdarchidae indet. en Pterodactyloidea indet., en de dinosauriërs Ajkaceratops, Bauxitornis, Hungarosaurus, Mochlodon, Pneumatoraptor, Struthiosaurus, Paraves indet., Abelisauridae indet., Tetanurae indet. en een onbepaalde sauropode.
In de Sierra Perenchiza-formatie zou Doratodon samen hebben geleefd met: de crocodyliformes Acynodon en Musturzabalsuchus, onbepaalde schildpadden, een onbepaalde lissamfibie, twee onbepaalde kikkersoorten (een soort die waarschijnlijk deel uitmaakt van de Discoglossidae), onbepaalde pterminiosauriërs en verschillende onbepaalde dinosauriërs.

### Paleobiogeografie
Bergisuchus en Iberosuchus lijken niet nauw verwant te zijn aan Doratodon, die in het Laat-Krijt in heel Europa werd gevonden. Dit lijkt erop te wijzen dat Bergisuchus en andere Europese sebecosuchiërs niet afstammen van Europese sebecosuchiërs uit het Krijt zoals Doratodon, maar in plaats daarvan deel uitmaakten van een afzonderlijke invasie van sebecosuchiërs in Europa tijdens het Paleogeen vanuit Zuid-Amerika.